# ミシュリーヌ・プレール
ミシュリーヌ・プレール （フランス語: Micheline Presle、1922年8月22日 - 2024年2月21日）は、フランスの女優。

## 主なフィルモグラフィ
- 偽れる装い (1944)
- 肉体の悪魔 (1947)
- 賭けはなされた (1947)
- 花嫁はあまりにも美しい (1956)
- フランス式十戒 (1962)
- まぼろしの市街戦 (1966)
- ロバと王女（1970年）
- 華麗なる対決 Les Pétroleuses（1971年）
- モン・パリ (1973)
- シビルの部屋（1976年）